# Flugunfall einer Canadair CL-44 in Đà Nẵng 1966
Der Flugunfall einer Canadair CL-44 in Đà Nẵng 1966 ereignete sich am 24. Dezember 1966 auf einem interkontinentalen Frachtflug der Flying Tiger Line von Tachikawa nach Đà Nẵng. An diesem Tag wurde eine Canadair CL-44D4-1 im Anflug auf Đà Nẵng in eine Siedlung geflogen, wobei 111 Menschen starben. Es handelte sich um den ersten Zwischenfall einer Canadair CL-44 mit Todesopfern, außerdem ist es der schwerste Flugunfall mit diesem Flugzeugtyp.

## Maschine und Insassen
Bei dem Flugzeug handelte es sich um eine Canadair CL-44D4-1 mit der Werknummer 31. Die Maschine absolvierte am 16. April 1962 ihren Erstflug mit dem Testkennzeichen CF-OFH-X. Am 18. Juni 1962 wurde die Maschine an die Seaboard World Airlines ausgeliefert, die diese mit dem Luftfahrzeugkennzeichen N228SW in Betrieb nahm. Ab dem 30. September 1963 war die Maschine an die BOAC verleast, zum 31. Oktober 1965 kehrte die Maschine an die Seaboard World Airlines zurück und wurde eingelagert. Ab dem 3. November 1965 folgte ein Leasing an die Flying Tiger Line. Das viermotorige Langstrecken-Frachtflugzeug war mit einem Swing-Tail sowie vier Turboproptriebwerken des Typs Rolls-Royce Tyne 515 ausgerüstet.
Es befand sich lediglich eine vierköpfige Besatzung an Bord der Maschine.

## Unfallhergang
Die Maschine befand sich bei schlechtem Wetter und mit geringen Treibstoffreserven im Anflug auf den Flughafen Da Nang. Die Besatzung absolvierte einen Frachtflug von der Luftwaffenbasis Tachikawa nach Đà Nẵng im Rahmen einer Mission für die US-Luftwaffe. Die Maschine war mit verschiedenen Ausrüstungsgegenständen und Gütern beladen. Mit der CL-44 wurde ein radargestützter Anflug auf die Landebahn bei Nacht, Starkregen und Nebel geflogen. Aufgrund der nahezu leeren Tanks war trotz des schwierigen Wetters eine Umkehr zu einem anderen Flughafen ausgeschlossen. Rund einen Kilometer südlich der Landebahn streifte das Flugzeug Baumwipfel und stürzte in ein Wohngebiet. Die Maschine hinterließ eine 275 Meter lange Schneise, sie zerstörte 66 Strohdachhütten in Binh Tahi. Die vier Besatzungsmitglieder sowie 107 Zivilisten am Boden kamen ums Leben. Am Boden wurden 50 weitere Personen verletzt, davon 19 schwer.

## Ursachen
Es wurde spekuliert, dass die wahre Ursache des Unfalls eine Windscherung war. Es gab auch Gerüchte, dass das Flugzeug von den Gegnern im Vietnamkrieg abgeschossen wurde. Beides erwies sich als falsch, es handelte sich vielmehr um einen Controlled flight into terrain. Es wurde angenommen, dass die Besatzung den Anflug unterhalb des Gleitpfades unter schwierigen Wetterbedingungen fortsetzte, wahrscheinlich um einen Sichtkontakt zum Boden herzustellen. Die schwierigen Wetterbedingungen und die damit zusammenhängende schlechte Sicht wurden als Faktoren angesehen.